# The Sanitarium
The Sanitarium er en amerikansk stumfilm fra 1910.

## Medvirkende
- Roscoe Arbuckle som Charley Wise
- Nick Cogley
- George Hernandez
- Hobart Bosworth
- M.B. Curtis